# Hangzhou Open 2024
Hangzhou Open 2024 a fost un turneu de tenis masculin care s-a jucat pe terenuri hard în aer liber. A fost prima ediție a Hangzhou Open și a făcut parte din seria ATP 250 a Circuitului ATP 2024. A avut loc la Hangzhou Olympic Sports Expo Center din Hangzhou, China, în perioada 18-24 septembrie 2024. Turneul înlocuiește Zhuhai Championships în calendarul ATP Tour.

## Campioni

### Simplu
Pentru mai multe informații consultați Hangzhou Open 2024 – Simplu

### Dublu
Pentru mai multe informații consultați Hangzhou Open 2024 – Dublu

## Puncte și premii în bani

### Distribuția punctelor
| Probă  | Câștigător | Finalist | Semifinalist | Sfertfinalist | Runda 2 | Runda 1 | Q   | Q2  | Q1  |
| Simplu | 250        | 165      | 100          | 50            | 25      | 0       | 13  | 7   | 0   |
| Dublu  | 250        | 150      | 90           | 45            | 0       | N/A     | N/A | N/A | N/A |

### Premii în bani
| Probă  | Câștigător | Finalist | Semifinalist | Sfertfinalist | Runda 2  | Runda 1  | Q2      | Q1      |
| Simplu | 152.240 $  | 88.795 $ | 52.195 $     | 30.245 $      | 17.560 $ | 10.730 $ | 5.365 $ | 2.925 $ |
| Dublu* | 52.880 $   | 28.290 $ | 16.590 $     | 9.270 $       | 5.460 $  | N/A      | N/A     | N/A     |

*per echipă